# Arpi-huset

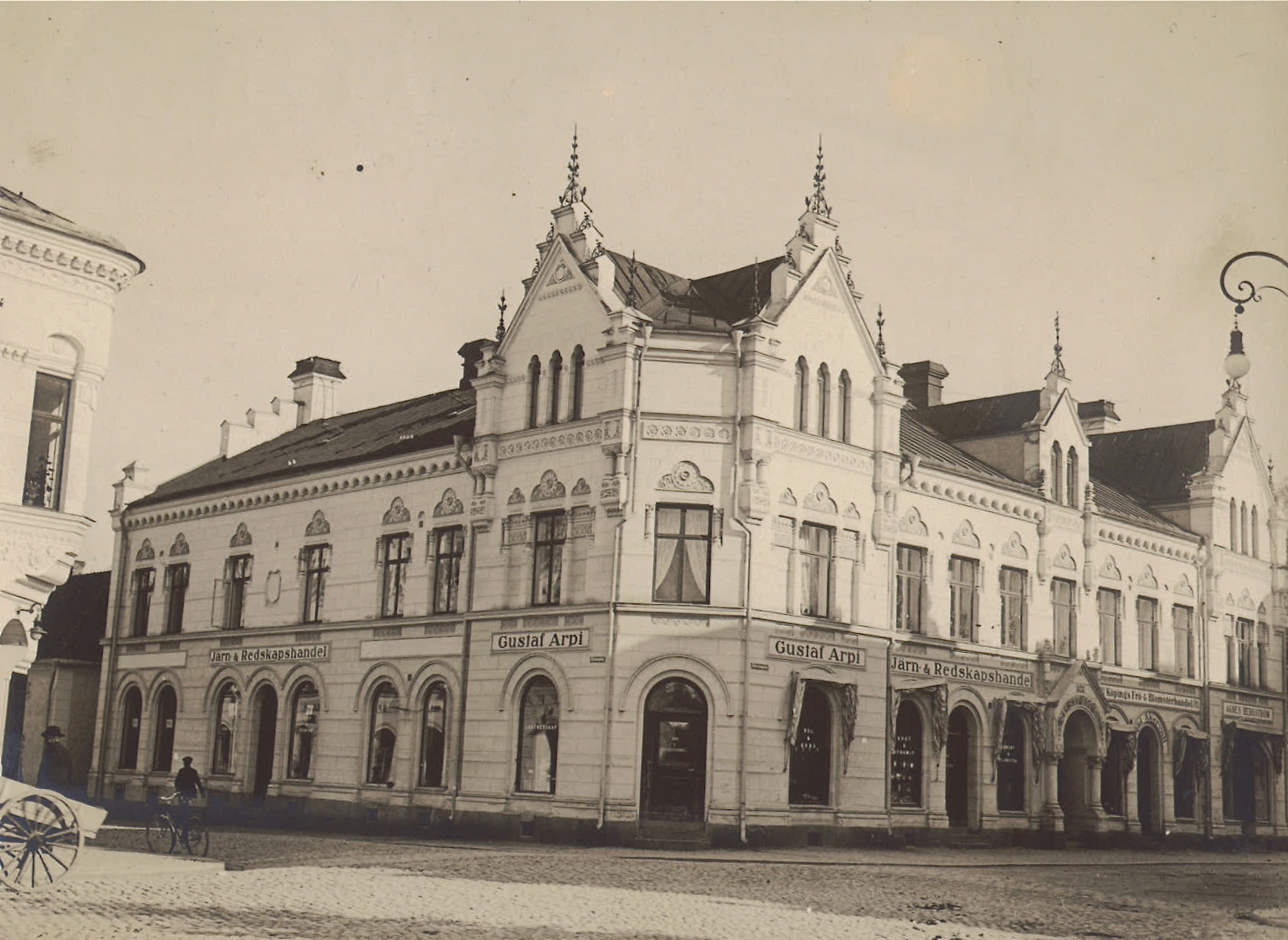
Arpi-huset i Köping, fotograferat 1920 av Harald Arpi.

Arpi-huset är en byggnad i Köping, Västmanland, i korsningen av Östra Långgatan och Torggatan,som byggdes 1893-94, och ritades av arkitekten Theodor Dahl. Huset kallas så därför att Arpi järnhandel låg där 1917-1981.

## Historik

### Huset byggs
Den som lät bygga Arpi-huset var en bagare vid namn Johan Petter Andersson. Efter den stora branden i Köping 1889, då stora delar av Köpings centrum brann ned, gjordes stadsplanen om, och nya tomter skapades. Fastigheten Fenja 4, Östra Långgatan 1, köptes av Johan Petter Andersson. Han anlitade arkitekten Theodor Dahl, som även har ritat många andra byggnader i Köping, bl.a. Köpings mekaniska verkstad.
I bottenvåningen låg när huset var nybyggt Anderssons bageri, konditori, samt ett damkonditori, dit bara kvinnor hade tillträde. En tobaksaffär och en manufakturaffär hyrda utrymme i huset. På andra våningen lät Andersson bygga en paradvåning om 6 rum och kök, samt en mindre lägenhet på var sida om paradlägenheten.

### Arpi järnhandel flyttar in
1916 köpte Gustaf Arpi fastigheten Fenja 4 av bagare Anderssons änka Josefina Andersson. Familjen Arpi flyttade in i paradlägenheten, där de bodde kvar till år 2006. Affärslokalen i hörnet var uthyrd till Amanda Eriksson, som där drev café. 1917 fick Arpi järnhandel flytta in, genom att järnhandeln och caféet bytte plats med varandra.
Efter Gustaf Arpis död 1929 stannade huset i och järnaffären släkten Arpis ägo till 1981. 
1929 till 1973 drevs den av Gustafs son Harald Arpi, och efter hans död 1973 tog sönerna Tord och Nils Arpi över. 1981 såldes Arpi järnhandel till ett byggvaruhus, men namnet behölls. Många järnhandlar försvann vid denna tid, som en följd av strukturomvandlingen i samhället, och inte sällan köptes de upp av byggvaruhus.[källa behövs]

### Trädgården
Fenja 4 var en ågård med trädgård ner till ån, där det fanns en klappbrygga. I trädgården växte clematis, kaprifol, rosor och syren. Där stod ett inglasat lusthus som hörde till caféet, men det togs bort av Gustaf Arpi. 
Trädgården fanns kvar till slutet av 1960-talet, då staden anlade Västra åpromenaden.

## Arpi-huset idag
Arpi-huset renoverades utvändigt 1997-1998, och byggdes om invändigt 2000-2003. Numera innehåller det restauranger, affärer och bostäder.

### Detaljer
Det ”A” som finns skrivet i putsen på båda sidor om huvudingången på Östra Långgatan 1 står inte som många tror för ”Arpi”, utan för Andersson.